# Boh lei chun
Boh lei chun, en chino tradicional, 玻璃樽 (lit. Botella de vidrio), mayormente conocida en occidente por el título Gorgeous y en español por los títulos Peligro en Hong Kong, Máximo Rival, Amor Inesperado y Espléndida, es una comedia romántica de artes marciales de Hong Kong estrenada en 1999, escrita y dirigida por Vincent Kok y producida por Jackie Chan, quien además la protagoniza junto a Shu Qi.
El elenco estuvo conformado por Shu Qi, Tony Leung y Emil Chau. La película fue concebida originalmente como una historia de amor, con Chan como productor, pero no como uno de los actores de la cinta. Para asegurar la participación de la actriz Shu Qi, se reescribió el guion de la película y se creó un papel para Chan. Éste pronto se convirtió en un papel protagónico y se agregaron algunos elementos de acción. Sin embargo, Peligro en Hong Kong sigue siendo principalmente una comedia romántica, por lo que difiere de las habituales películas de acción protagonizadas por Jackie Chan. Las escenas de acción son escasas y no hay un villano realmente establecido: la lucha con el enemigo nominal (interpretado por Brad Allan) es una pelea preestablecida y ambos luchadores usan guantes de boxeo, con fines meramente competitivos en lugar de estar motivados por la venganza o la lucha por la supervivencia.

## Sinopsis
Bu (Shu Qi) es una hermosa joven de un pequeño pueblo pesquero taiwanés que descubre un mensaje romántico en una botella. Ella se dirige a Hong Kong para encontrar a su escritor, solo para enterarse de que de hecho fue escrito por Albert (Tony Leung Chiu Wai), un hombre gay solitario. Luego se encuentra con el rico propietario de la empresa de reciclaje, C.N. (Jackie Chan) y se enamora de él. Pronto se presenta la rivalidad entre Howie Lo (Emil Chau) y C.N., ambos hombres de negocios que se conocían desde la infancia.

## Reparto
- Jackie Chan como C.N. Chan
- Shu Qi como Bu
- Tony Leung como Albert
- Emil Chau como Howie Lo
- Richie Jen como Long Yi
- Chan Chung-yung como padre de Bu
- Elaine Jin como madre de Bu
- Bradley James Allan como Alan